# جورجي بوريسوف
جورجي بوريسوف (بالبلغارية: Георги Борисов)‏ (1974 - ) هو لاعب كرة قدم بلغاري في مركز الهجوم. لعب مع اتحاد أبناء سخنين وليفسكي صوفيا ونادي لوكوموتيف صوفيا وHapoel Ramat Gan Givatayim F.C. ‏ وFC Minyor Pernik ‏ وFC Dorostol Silistra ‏ وFC Balkan Botevgrad ‏.

## وصلات خارجية
- جورجي بوريسوف على موقع قاعدة بيانات كرة القدم.إي يو (الإنجليزية)